# Vaiaku
Vaiaku ist eines der sieben Dörfer der Insel Fongafale, der Hauptinsel des Funafuti-Atolls, und eines der vier baulich zusammengewachsenen Dörfer im zentralen Abschnitt Fongafales, die zusammen das Funafuti Centre bilden.
Vaiaku wird häufig als Hauptstadt von Tuvalu bezeichnet, da sich hier das Regierungsgebäude, alle Ministerien, der Oberste Gerichtshof und der Sitz des Premierministers befinden. Die eigentliche Hauptstadt ist jedoch das gesamte Atoll Funafuti als Stadtgemeinde.
Vaiaku hat 682 Einwohner, während die Gesamteinwohnerzahl Fongafales insgesamt 6006 beträgt (Stand Volkszählung 2012). Die einzige Attraktion ist die 14 Kilometer breite und 18 Kilometer lange Lagune, an der das Dorf liegt.
In Vaiaku liegen neben den Regierungsgebäuden auch die einzige Bank, das Hauptpostamt, das Nationalstadion Tuvalus und das Gebäude der Telekommunikationsgesellschaft von Tuvalu. Zudem befindet sich hier mit dem Vaiaku Lagi Hotel eines der wenigen Hotels des Landes. Vaiaku verfügt über den Internationalen Flughafen Funafuti.

## Galerie

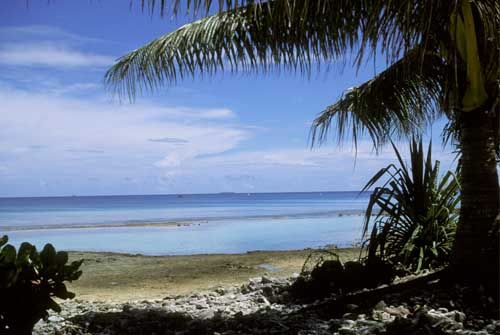
Strand auf Fongafale
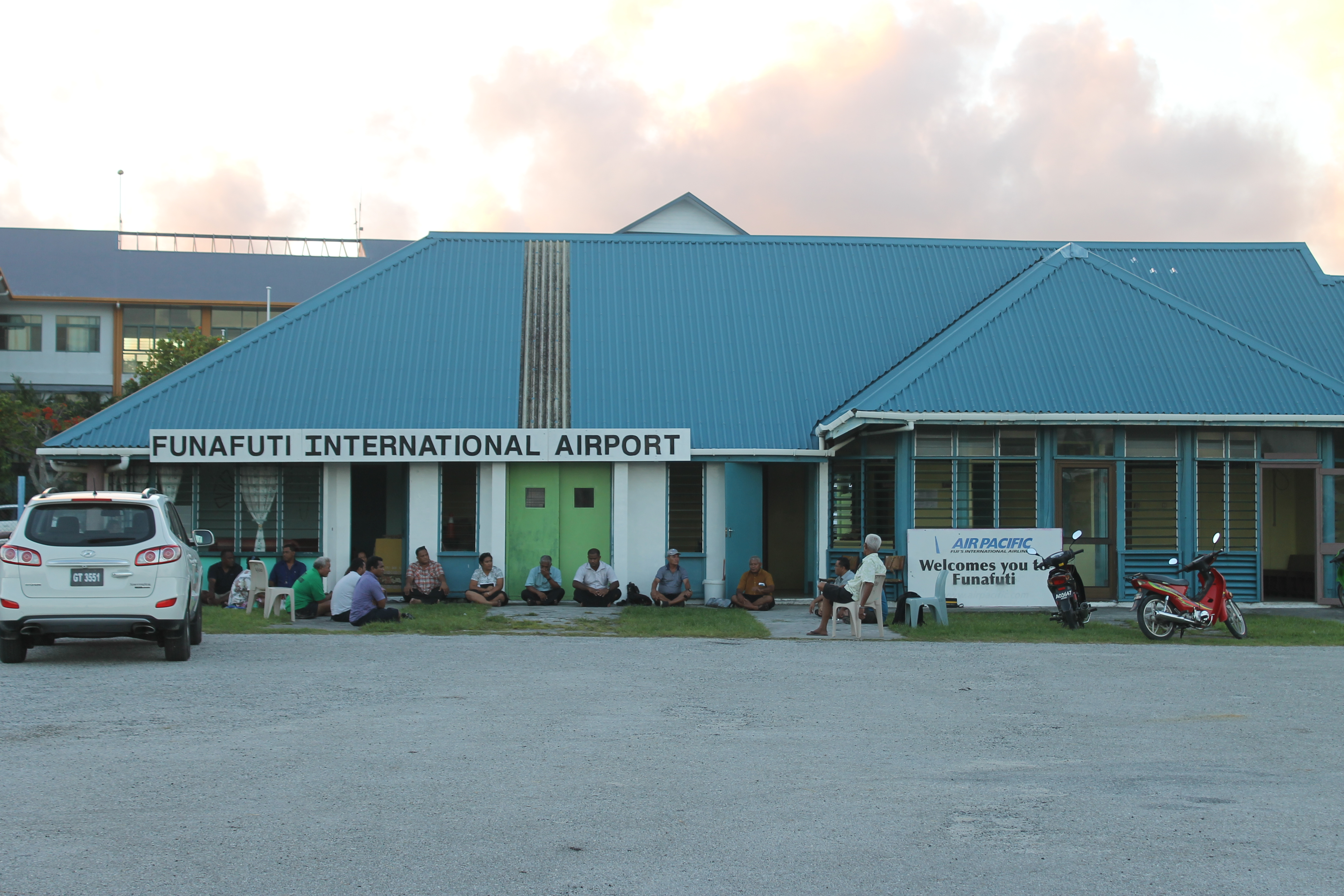
Flughafen Funafuti
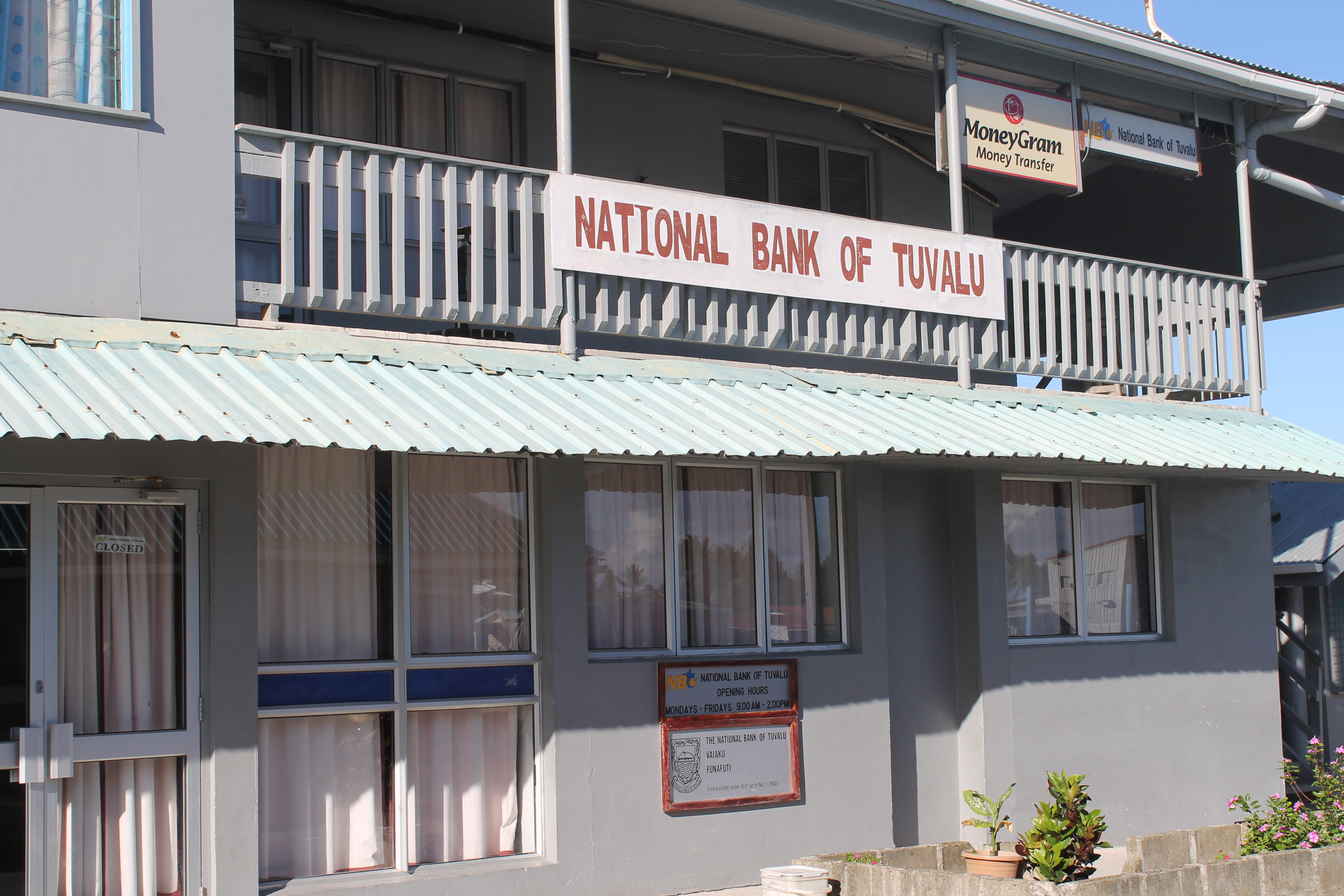
Nationalbank von Tuvalu
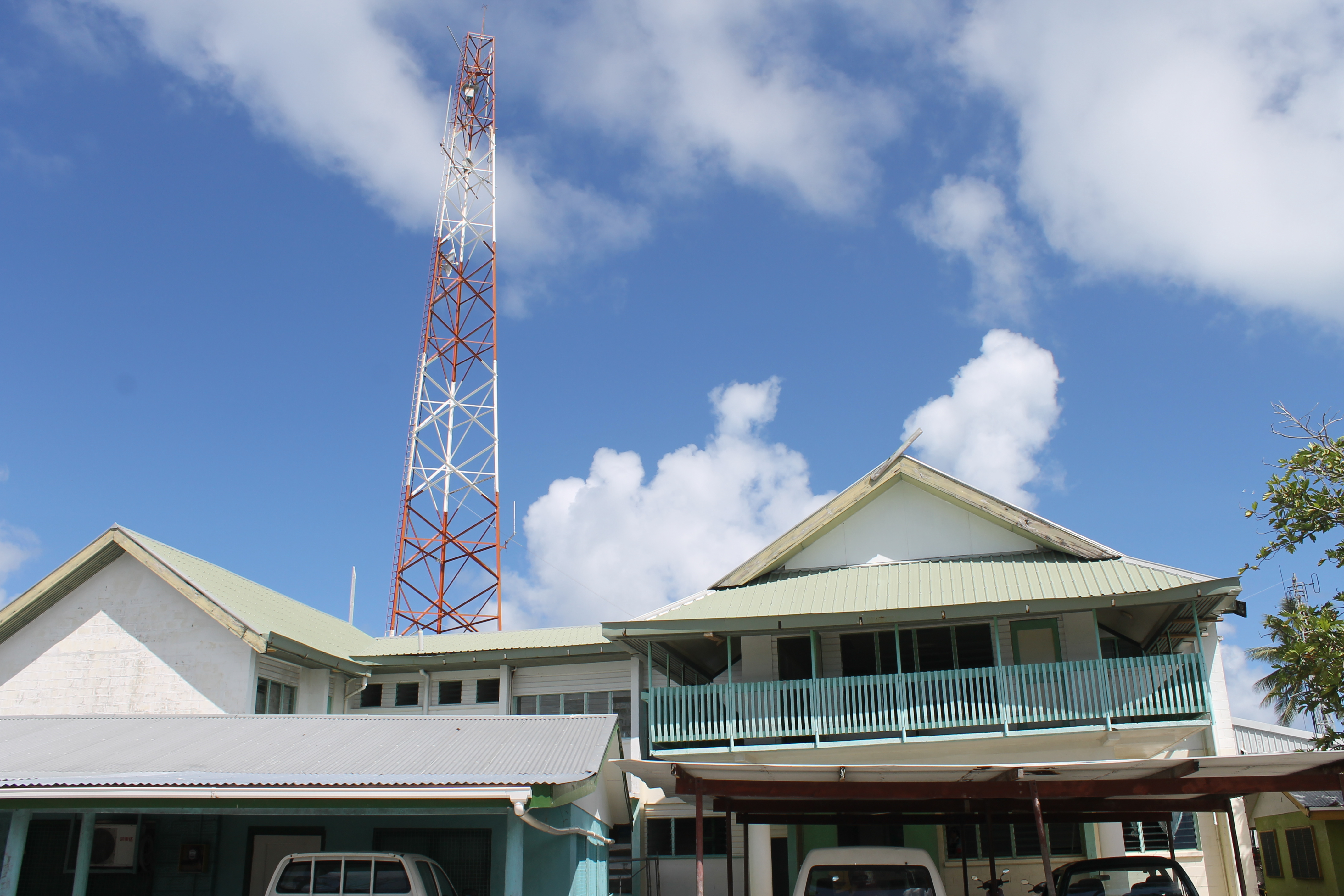
Hauptsitz der Tuvalu Telecom
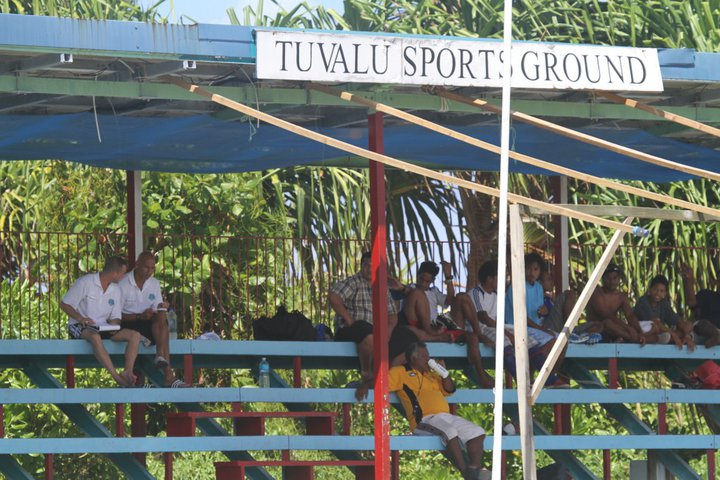
Nationalstadion von Tuvalu